# Мейбл за рулём
«Мейбл за рулём» (англ. Mabel at the Wheel, альтернативные названия — A Hot Finish / His Daredevil Queen) — короткометражный немой фильм с участием Чарли Чаплина. Премьера состоялась 18 апреля 1914 года.

## Сюжет
Мэйбл поссорилась со своим бойфрендом. Её поклонник, проезжая мимо на мопеде, предлагает Мэйбл прокатиться. Она соглашается, однако на одном из виражей падает в лужу. Её подбирает бойфренд на автомобиле, и они мирятся. Между тем, поклонник, заметив пропажу, возвращается, однако он уже не к месту. Начинается потасовка. Вскоре Мэйбл отправляется на трек, где её друг должен участвовать в гонке. Поклонник-злодей захватывает его и связывает. Тогда в машину садится сама Мэйбл, а злодей во время гонки строит ей разные козни. В итоге Мэйбл, счастливо преодолев все препоны, побеждает в соревновании.

## В ролях
- Чарли Чаплин — злодей
- Мэйбл Норманд — Мэйбл
- Гарри Маккой — бойфренд Мэйбл
- Честер Конклин — отец Мэйбл
- Мак Сеннет — репортёр
- Мак Суэйн — зритель
- Джо Бордо — помощник злодея
- Уильям Хобер — партнер Мэйбл по гонке